# Barbara Gancarczyk
Barbara Bogumiła Gancarczyk z d. Piotrowska ps. „Konarzewska”, „Pająk”, „Basia” (ur. 18 kwietnia 1923 w Warszawie) – polska architekt, sanitariuszka w batalionie „Wigry” w powstaniu warszawskim. Dama Orderu Virtuti Militari. 

## Życiorys
Córka Czesława Piotrowskiego i Cecylii z domu Wójcik. W 1939 ukończyła Gimnazjum Sióstr Nazaretanek. W okresie okupacji uczęszczała na tajne komplety, uzyskując maturę w 1941. Następnie brała udział w tajnych kompletach Wydziału Architektury Politechniki Warszawskiej. W 1942 wstąpiła do harcerskiego batalionu „Wigry”.
Uczestniczyła w powstaniu warszawskim jako sanitariuszka. Od 2 do 6 sierpnia 1944 pełniła służbę w szpitalu powstańczym zgrupowania „Chrobry II” przy ul. Mariańskiej 1, a od 7 sierpnia w II plutonie kompanii szturmowej batalionu „Wigry” na Starym Mieście. 16 sierpnia 1944 wraz z koleżanką z oddziału Teresą Potulicką-Łatyńską pomogła wynieść z płonącej katedry Krucyfiks Baryczkowski. Pozostała z rannymi żołnierzami na Starym Mieście do upadku tej dzielnicy i wkroczenia Niemców 2 września 1944.
W czasie powstania została odznaczona Krzyżem Walecznych. Po powstaniu trafiła do obozu Dulag 121 w Pruszkowie, a następnie obozu pracy we Wrocławiu.
Po wojnie pracowała jako architekt w Biurze Odbudowy Stolicy w Warszawie. Uczestniczyła w ekshumacjach powstańców na warszawskiej Starówce. Studia na Wydziale Architektury PW ukończyła w 1952. Następnie pracowała w biurach projektowych.
Uchwałą Rady Państwa z 16 kwietnia 1975 została odznaczona Krzyżem Srebrnym Orderu Virtuti Militari, posiada również Krzyż Walecznych otrzymany w czasie powstania, Medal Wojska (1948), Krzyż Armii Krajowej (1971), Krzyż Partyzancki (1972), Medal za Warszawę (1973), Warszawski Krzyż Powstańczy (1982), Krzyż Oficerski Orderu Odrodzenia Polski (2007), Medal Stulecia Odzyskanej Niepodległości (2019).
14 grudnia 2015 nadano jej stopień majora Wojska Polskiego.